# Фут-ламберт
Фут-ламберт (англ. foot-lambert) — одиниця вимірювання яскравості в американській та англійській традиційній системі мір. Позначається як  fL  або foot-L. Названа на честь Йоганна Генріха Ламберта (1728–1777), швейцарсько-німецького математика, фізика та астронома. 
1 фут-ламберт — яскравість абсолютно матової поверхні за освітленості в 1 фут-кандела.   
Зв'язок з одиницею Міжнародної системи одиниць (SI): 1 фут-ламберт ≈ 3,4262590996 кд/м2. 
Використовується досить рідко, здебільшого в США, зокрема, в кінематографі для вимірювання яскравості проєкційних екранів в кінотеатрах. У сфері законодавчо регульованої метрології в Україні не дозволена для використання, оскільки використовується похідна одиниця системи SI — кандела на метр квадратний (кд/м2).